# Passage d'Eupatoria
Le passage d'Eupatoria est une voie du 20e arrondissement de Paris, en France.

## Situation et accès
Le passage d'Eupatoria est situé dans le 20e arrondissement de Paris. Il débute au 13, rue d'Eupatoria et se termine en impasse.

## Origine du nom
Il porte ce nom en raison du voisinage de la rue d'Eupatoria.

## Historique
Cette voie est ouverte sur l'ancienne commune de Belleville en 1856 sous le nom de « passage de l'Alma » avant d'être classée dans la voirie parisienne en vertu du décret du 23 mai 1863 et de prendre sa dénomination actuelle par un arrêté du 1er février 1877.
Jusque dans les années 1970, le passage reliait la rue d'Eupatoria à la place Notre-Dame-De-La-Croix ; des travaux d'élargissement des rues voisines et de construction d'immeubles remplaçant les bâtiments insalubres l'ont réduite en impasse. Dans les années 1930, la rue bordait l'usine Garnier qui fabriquait des plaques ménagères et abritait de nombreux réfugiés juifs fuyant les persécutions d'Europe de l'Est.